# یوداگاتی
یوداگاتی (به انگلیسی: Udagatti) یک روستا در هند است که در Belgaum district واقع شده‌است.